# Bogusław Fryderyk Radziwiłł
Bogusław Fryderyk Radziwiłł, (in polacco Boguslaw Fryderyk Wilhelm Ludwik Mariusz Ferdynand August Radziwiłł) (Königsberg, 3 gennaio 1809 – Berlino, 2 gennaio 1873), è stato un nobile e generale polacco.

## Biografia
Era il figlio del principe Antoni Radziwiłł, e di sua moglie, la principessa Luisa di Prussia
All'epoca in cui la Polonia fu divisa , visse nel Regno di Prussia. Dopo la morte di suo padre nel 1833, ricevette Olyka in Volinia. In Prussia possedeva, tra le altre cose, il castello di Antonin.

## Carriera
Nel 1848, si oppose all'inclusione del Granducato di Poznan nel regno prussiano. Nel 1854 si unì al parlamento prussiano (in seguito, della Camera dei signori prussiana.
Radziwiłł si arruolò nell'esercito prussiano. Nel 1828 fu promosso al grado di tenente minore e nel 1836 si ritirò con il grado di capitano. Ha servito nel primo reggimento di fanteria. Nel 1840 fu promosso al grado di maggiore e nel 1870 divenne tenente generale.
Dopo aver lasciato il servizio militare è stato membro del consiglio comunale di Berlino per decenni. Come uno dei membri principali della comunità cattolica a Berlino, ha dato un contributo significativo alla fondazione del primo ospedale cattolico della città nel 1840.
Nel 1854 divenne membro onorario della Catholic Reading Society, ora K.St.V. Askania-Burgundia.

## Matrimonio
Sposò, il 17 ottobre 1832, Leontyna Gabriela von Clary und Aldringen (26 settembre 1811-10 gennaio 1890), figlia di Karl Joseph von Clary und Aldringen. Ebbero nove figli:
- Ferdynand Fryderyk Radziwiłł (19 ottobre 1834-28 febbraio 1926);
- Władysław Radziwiłł (12 marzo 1836-1922);
- Maria Radziwiłł (1837-1843);
- Karol Radziwiłł (30 giugno 1839-3 ottobre 1907),  sposò Teresa di Lubomirska, ebbero un figlio;
- Jadwiga Radziwiłł (29 giugno 1841-25 febbraio 1894);
- Edmund Radziwiłł (6 settembre 1842-9 agosto 1895);
- Bogusław Radziwiłł (4 gennaio 1844-14 maggio 1907)
- Felicia Radziwiłł (25 febbraio 1849-7 dicembre 1930), sposò Richard von Clary und Aldringen, ebbero due figli;
- Elżbieta Radziwiłł (29 novembre 1850-18 agosto 1931).

## Ascendenza
|                                                 |                                     |                                               | Genitori                                     |  |  | Nonni |  |  | Bisnonni                   |  |  | Trisnonni                 |  |
|                                                 |                                     |                                               |                                              |  |  |       |  |  | 8. Marcin Mikołaj Radzwiłł |  |  | 16. Jan Mikołaj Radziwiłł |  |
|                                                 |                                     |                                               |                                              |  |  |       |  |  | 8. Marcin Mikołaj Radzwiłł |  |  | 16. Jan Mikołaj Radziwiłł |  |
|                                                 |                                     | 17. Dorota Henryka Przebendowska              |                                              |  |  |       |  |  | 8. Marcin Mikołaj Radzwiłł |  |  |                           |  |
| 4. Michał Hieronim Radziwiłł                    |                                     |                                               |                                              |  |  |       |  |  | 8. Marcin Mikołaj Radzwiłł |  |  |                           |  |
|                                                 |                                     | 9. Martha Maria Trembitska                    | 18. Jan Trębicki                             |  |  |       |  |  |                            |  |  |                           |  |
|                                                 |                                     | 9. Martha Maria Trembitska                    | 18. Jan Trębicki                             |  |  |       |  |  |                            |  |  |                           |  |
|                                                 |                                     | 9. Martha Maria Trembitska                    | 19. Teresa Trembitska                        |  |  |       |  |  |                            |  |  |                           |  |
| 2. Antoni Radziwiłł                             |                                     | 9. Martha Maria Trembitska                    |                                              |  |  |       |  |  |                            |  |  |                           |  |
|                                                 |                                     | 10. Antoni Tadeusz Przezdziecki               | 20. Aleksander Przezdziecki                  |  |  |       |  |  |                            |  |  |                           |  |
|                                                 |                                     | 10. Antoni Tadeusz Przezdziecki               | 20. Aleksander Przezdziecki                  |  |  |       |  |  |                            |  |  |                           |  |
|                                                 |                                     | 10. Antoni Tadeusz Przezdziecki               | 21. Konstancja Aleksandra Kamińska           |  |  |       |  |  |                            |  |  |                           |  |
| 5. Helena Przeździecka                          |                                     | 10. Antoni Tadeusz Przezdziecki               |                                              |  |  |       |  |  |                            |  |  |                           |  |
|                                                 |                                     | 11. Katarzyna Ogińska                         | 22. Józef Tadeusz Oginski                    |  |  |       |  |  |                            |  |  |                           |  |
|                                                 |                                     | 11. Katarzyna Ogińska                         | 22. Józef Tadeusz Oginski                    |  |  |       |  |  |                            |  |  |                           |  |
|                                                 |                                     | 11. Katarzyna Ogińska                         | 23. Anna Korybut-Wisniowiecka                |  |  |       |  |  |                            |  |  |                           |  |
| 1. Bogusław Fryderyk Radziwiłł                  |                                     | 11. Katarzyna Ogińska                         |                                              |  |  |       |  |  |                            |  |  |                           |  |
|                                                 | 12. Federico Guglielmo I di Prussia | 24. Federico I di Prussia                     |                                              |  |  |       |  |  |                            |  |  |                           |  |
|                                                 | 12. Federico Guglielmo I di Prussia | 24. Federico I di Prussia                     |                                              |  |  |       |  |  |                            |  |  |                           |  |
|                                                 | 12. Federico Guglielmo I di Prussia | 25. Sofia Carlotta di Hannover                |                                              |  |  |       |  |  |                            |  |  |                           |  |
| 6. Augusto Ferdinando di Prussia                | 12. Federico Guglielmo I di Prussia |                                               |                                              |  |  |       |  |  |                            |  |  |                           |  |
|                                                 |                                     | 13. Sofia Dorotea di Hannover                 | 26. Giorgio I di Gran Bretagna               |  |  |       |  |  |                            |  |  |                           |  |
|                                                 |                                     | 13. Sofia Dorotea di Hannover                 | 26. Giorgio I di Gran Bretagna               |  |  |       |  |  |                            |  |  |                           |  |
|                                                 |                                     | 13. Sofia Dorotea di Hannover                 | 27. Sofia Dorotea di Celle                   |  |  |       |  |  |                            |  |  |                           |  |
| 3. Luisa di Prussia                             |                                     | 13. Sofia Dorotea di Hannover                 |                                              |  |  |       |  |  |                            |  |  |                           |  |
|                                                 |                                     | 14. Federico Guglielmo di Brandeburgo-Schwedt | 28. Filippo Guglielmo di Brandeburgo-Schwedt |  |  |       |  |  |                            |  |  |                           |  |
|                                                 |                                     | 14. Federico Guglielmo di Brandeburgo-Schwedt | 28. Filippo Guglielmo di Brandeburgo-Schwedt |  |  |       |  |  |                            |  |  |                           |  |
|                                                 |                                     | 14. Federico Guglielmo di Brandeburgo-Schwedt | 29. Giovanna Carlotta di Anhalt-Dessau       |  |  |       |  |  |                            |  |  |                           |  |
| 7. Anna Elisabetta Luisa di Brandeburgo-Schwedt |                                     | 14. Federico Guglielmo di Brandeburgo-Schwedt |                                              |  |  |       |  |  |                            |  |  |                           |  |
|                                                 |                                     | 15. Sofia Dorotea di Prussia                  | 30. Federico Guglielmo I di Prussia          |  |  |       |  |  |                            |  |  |                           |  |
|                                                 |                                     | 15. Sofia Dorotea di Prussia                  | 30. Federico Guglielmo I di Prussia          |  |  |       |  |  |                            |  |  |                           |  |
|                                                 |                                     | 15. Sofia Dorotea di Prussia                  | 31. Sofia Dorotea di Hannover                |  |  |       |  |  |                            |  |  |                           |  |
|                                                 |                                     | 15. Sofia Dorotea di Prussia                  |                                              |  |  |       |  |  |                            |  |  |                           |  |